# They Threw Us All in a Trench and Stuck a Monument on Top
They Threw Us All in a Trench and Stuck a Monument on Top (с англ. — «Они бросили всех нас в канаву и поставили памятник») — дебютный студийный альбом американской рок-группы Liars, выпущенный в октябре 2001 года. Позже он был перевыпущен британским лейблом Blast First Records.

## Об альбоме
В записи альбома принял участие весь оригинальный состав группы Liars: вокалист Ангус Эндрю (Angus Andrew), гитарист Аарон Хемфилл (Aaron Hemphill), бас-гитарист Пэт Ноэкер (Pat Noecker) и ударник Рон Альбертсон (Ron Albertson). Альбом был положительно оценён такими музыкальными сайтами, как Pitchfork Media и Allmusic, что закрепило место группы в современной американской музыке.

### Кавер-версии
Группа Yeah Yeah Yeahs сделала кавер на песню «Mr. Your on Fire Mr.» [sic], которая была выпущена на стороне «Б» их сингла «Pin» из их дебютного альбома Fever to Tell.

## Список композиций
| №  | Название                                                                      | Длительность |
| -- | ----------------------------------------------------------------------------- | ------------ |
| 1. | «Grown Men Don't Fall in the River, Just Like That»                           | 3:03         |
| 2. | «Mr. Your on Fire Mr.»                                                        | 2:27         |
| 3. | «Loose Nuts on the Veladrome»                                                 | 2:19         |
| 4. | «The Garden Was Crowded and Outside»                                          | 2:44         |
| 5. | «Tumbling Walls Buried Me in the Debris with ESG» (вокальный кавер песни ESG) | 4:05         |
| 6. | «Nothing Is Ever Lost or Can Be Lost My Science Friend»                       | 3:03         |
| 7. | «We Live NE of Compton»                                                       | 3:01         |
| 8. | «Why Midnight Walked But Didn't Ring Her Bell»                                | 0:51         |
| 9. | «This Dust Makes That Mud»                                                    | 30:07        |